# (34673) 2000 YM70
2000 YM70 (asteroide 34673) é um asteroide da cintura principal. Possui uma excentricidade de 0.14052890 e uma inclinação de 11.83593º.
Este asteroide foi descoberto no dia 30 de dezembro de 2000 por LINEAR em Socorro.